# Распределение Райса
Распределение Райса является обобщением распределения Рэлея. Введено американским учёным Стефаном Райсом.
Если {\displaystyle {X}} и {\displaystyle {Y}} — независимые случайные величины, имеющие нормальное распределение с одинаковыми дисперсиями {\displaystyle {\sigma }^{2}} и ненулевыми математическими ожиданиями (в общем случае неравными), то величина {\displaystyle Z={\sqrt {X^{2}+Y^{2}}}} имеет распределение Райса, плотность вероятности которой определяется в виде
{\displaystyle f(z)={\frac {z}{\sigma ^{2}}}\exp \left({\frac {-(z^{2}+\nu ^{2})}{2\sigma ^{2}}}\right)I_{0}\left({\frac {z\nu }{\sigma ^{2}}}\right),}
где I0(u) — модифицированная функция Бесселя первого рода нулевого порядка, {\displaystyle \nu ={\sqrt {\mu _{1}^{2}+\mu _{2}^{2}}}}, {\displaystyle \mu _{1}} и {\displaystyle \mu _{2}} — математические ожидания {\displaystyle X} и {\displaystyle Y}.

## Применение
- Распределение Райса часто используют для описания амплитудных флуктуаций радиосигнала, в том числе в многолучевых каналах распространения радиосигнала.

## Связь с другими распределениями
- Если {\displaystyle X} и {\displaystyle Y} — независимые случайные величины, имеющие нормальное распределение с нулевыми математическими ожиданиями и одинаковыми дисперсиями {\displaystyle \sigma ^{2}}, то случайная величина {\displaystyle Z={\sqrt {X^{2}+Y^{2}}}} имеет распределение Рэлея.